# Numana
Numana település Olaszországban, Marche régióban, Ancona megyében. Lakosainak száma 3741 fő (2023. január 1.). Numana Castelfidardo, Porto Recanati, Sirolo és Loreto községekkel határos.

## Népesség
A település lakossága az elmúlt években az alábbi módon változott:
| Lakosok száma | 3767 | 3763 | 3741 |
|               | 2017 | 2018 | 2023 |